# فرودگاه ایالتی مک‌درمیت
فرودگاه ایالتی مک‌درمیت (به انگلیسی: McDermitt State Airport) یک فرودگاه همگانی است که یک باند فرود آسفالت دارد و طول باند آن ۱۷۹۸ متر است. این فرودگاه در کشور ایالات متحده آمریکا قرار دارد و در ارتفاع ۱۳۶۵ متری از سطح دریا واقع شده‌است.